# 국적의 상실

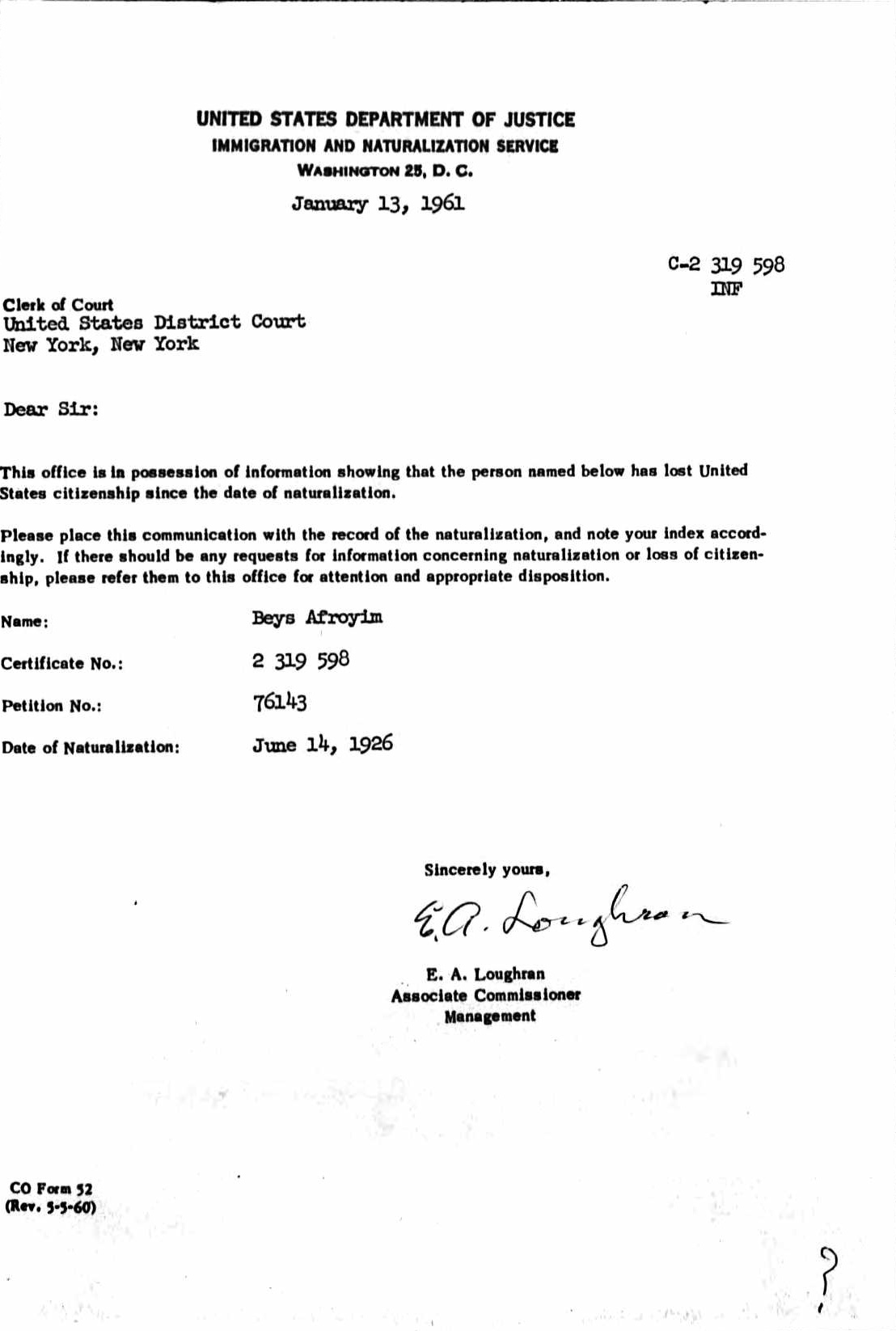
미국 시민권 상실을 알리는 1961년 편지

국적의 상실(國籍－喪失, 영어: loss of nationality), 시민권의 상실(영어: loss of citizenship)은 국가의 국적법 하에서 국가의 시민권이 상실되는 사건이다.
국적의 상실에 있어서 사망 등의 선천적 상실과 국적의 이탈 등 후천적 상실이 있다. 대한민국의 국민으로서 외국국적을 취득한 자는 그 외국국적을 취득한 때에 대한민국의 국적을 상실한다. 대한민국의 국민으로서 다음 각호의 1에 해당하는 자는 그 외국국적을 취득한 때부터 6월 내에 법무부장관에게 대한민국 국적을 보유할 의사가 있다는 뜻을 신고하지 아니하면 그 외국국적을 취득한 때에 소급하여 대한민국의 국적을 상실한다. 외국인과의 혼인으로 인하여 그 배우자의 국적을 취득하게 된 자, 외국인에게 입양되어 그 양부 또는 양모의 국적을 취득하게 된 자, 외국인인 부(父) 또는 모(母)에게 인지되어 그 부 또는 모의 국적을 취득하게 된 자, 외국국적을 취득하여 대한민국의 국적을 상실하게 된 자의 배우자 또는 미성년의 자로서 그 외국의 법률에 의하여 함께 그 외국국적을 취득하게 된 자가 그것이다.(국적법 제15조)

## 같이 보기
- 귀화